# Pia Getty
Pia Christina Miller Getty (1966) es una productora de películas estadounidense. Es la hija mayor del empresario Robert Warren Miller y su esposa ecuatoriana, María Clara Pesantes Becerra. Es la hermana mayor de la princesa heredera Marie-Chantal de Grecia y de Alejandra von Fürstenberg, un trío conocido como The Miller Sisters (español: Las Hermanas Miller).
Pia pasó su infancia en Hong Kong y asistió al Instituto Le Rosey en Suiza. Luego estudio historia del arte en la Universidad de Georgetown.
En 1992 en Bali, se casó con el heredero de la compañía Getty Oil, Christopher Ronald Getty, hijo de Jean Ronald Getty y nieto de Jean Paul Getty. La pareja tiene cuatro hijos, Isabel (1993), Robert Maximilian (1996), Conrad (1998), y Maximus (2002). Se divorciaron en 2005. Es la madrina de su sobrina, Olimpia de Grecia.
Pia es la portavoz estadounidense de la marca de cosméticos Sephora. Con frecuencia figura en las portadas de Vogue, Vanity Fair y otras revistas de sociedad.
Su primer documental, China Power - Art Now After Mao, fue lanzado en 2008.